# Hans Straden
Hans Straden (* 29. Juni 1912 in Schillersdorf; † 26. Februar 2001 in Andechs-Machtlfing) war ein Brigadegeneral des Heeres der Bundeswehr.

## Leben
Straden, Sohn eines Lehrers, trat am 1. April 1934 als Reserveoffizieranwärter beim Nachrichten-Regiment 18 in Liegnitz in die Reichswehr ein. Im September 1935 endete seine Dienstzeit. Danach absolvierte er in den Jahren 1935 bis 1936 drei Reserveübungen und wurde am 1. September 1937 zum Leutnant der Reserve ernannt. Am 1. September 1938 wurde er ins aktive Offizierkorps übernommen. Vom September 1939 bis August 1941 war er Kompaniechef der 7./Fernsprech-Betriebs-Kompanie 644, mit der er in Polen, Norwegen, der Sowjetunion und Nord-Finnland im Einsatz war. Von August bis Oktober 1941 war er Kompaniechef im III. finnischen Armeekorps und von Dezember 1941 bis Februar 1942 Fernsprech-Sachbearbeiter im Armeeoberkommando der Armee Lappland. Von September bis Dezember 1942 war er Abteilungskommandeur an der Kommandeurschule Antwerpen und danach Abteilungskommandeur der Nachrichten-Abteilung 58 der 58. Infanterie-Division, mit der er in der Sowjetunion in den Räumen Demjansk, Nowgorod, Leningrad, Newelsk und Narva im Einsatz war. Am 1. November 1943 wurde er zum Major ernannt. Von Februar bis Dezember 1944 war er Adjutant beim Nachrichtenführer der Heeresgruppe Nord mit Einsatz in der Sowjetunion, von Januar bis Februar 1945 Kommandeur einer Lehrgruppe an der Heeres- und Luftwaffennachrichtenschule in Halle/Saale, von Februar bis März 1945 Nachrichtenoffizier im Sonderstab Guderian und zuletzt von März bis Mai 1945 Abteilungskommandeur der Panzerkorpsnachrichtenabteilung des XXXIX. Panzerkorps in Mitteldeutschland. Von Mai bis Dezember 1945 war er in US-amerikanischer und britischer Kriegsgefangenschaft.
Nach dem Zweiten Weltkrieg war Straden zunächst von Januar bis März 1946 Angestellter bei der Besatzungsmacht im Flüchtlingslager Immendorf und von April 1946 bis September 1949 beim X-Supply Depot in Watenstedt. Danach war er von Oktober 1949 bis Mai 1952 Angestellter und Prokurist beim Elektro-Großhandel Valentin Klein in Hannover und von Juni 1952 bis Juni 1956 Angestellter und Geschäftsführer bei der Elektronic GmbH in Köln.
Am 2. Juli 1956 trat Straden als Major in die Bundeswehr ein und war in seiner ersten Verwendung Hörsaalleiter und Lehrstabsoffizier an der Fernmeldeschule des Heeres in Sonthofen. Vom 16. April 1958 bis September 1960 war er Bataillonskommandeur des Fernmeldelehrbataillons in Sonthofen, später Starnberg. Im Oktober 1961 wurde er Adjutant beim Staatssekretär Volkmar Hopf im Bundesministerium der Verteidigung in Bonn und im November 1962 Brigadekommandeur der Panzerbrigade 12 in Amberg. Am 11. Juli 1964 wurde er zum Brigadegeneral ernannt. 
Im August 1965 wurde Straden Kommandeur der Fernmeldeschule des Heeres in Feldafing. Im Oktober 1967 folgte der Wechsel ins Truppenamt als Inspekteur der Fernmeldetruppe. 1970 wurde diese Funktion in General der Führungstruppen umbenannt ebenso wie der Truppenamt zum Heeresamt wurde. Mit Ablauf des März 1972 wurde er in den Ruhestand versetzt.

## Auszeichnungen
- Eisernes Kreuz II. Klasse (1943)
- Kriegsverdienstkreuz mit Schwertern I. Klasse (1942)
- Verdienstkreuz 1. Klasse des Verdienstordens der Bundesrepublik Deutschland (1972)